# Juan de Orduña
Juan de Orduña (né le 27 décembre 1900 à Madrid et mort le 3 février 1974 dans la même ville) est un réalisateur espagnol.

## Biographie
D'origine aristocratique, Juan de Orduña débute au théâtre avant de faire une carrière de comédien au cinéma. Il devient metteur en scène après la Guerre civile. Sous l'égide de la Cifesa, la compagnie industrielle du cinéma espagnol, il va s'illustrer dans les genres les plus divers et réaliser une quarantaine de films. Le succès sans précédent de Poignard et Trahison (Locura de amor) (1948), adaptation d'un mélodrame de Manuel Tamayo y Baus qui évoque le destin tragique de Jeanne, fille des Rois catholiques, épouse de Philippe le Beau et mère de Charles Quint, l'oriente vers le film historique, avec l'objectif de flatter la fierté nationale. Découvreur de talents, il assura le triomphe de l'actrice Sara Montiel dans La Dernière chansonnette (es) (1957).

## Filmographie sélective
- 1941 : Pourquoi t'ai-je vu pleurer ? (es) (Porque te vi llorar)
- 1942 : Suivez la Légion ! (es) (¡A mí la Legión!)
- 1942 : El frente de los suspiros
- 1943 : Roses d'Automne (es) (Rosas de otoño)
- 1944 : La Vie commence à minuit (es) (La vida empieza a medianoche)
- 1946 : Mission blanche (es) (Misión blanca)
- 1948 : Poignard et Trahison (Locura de amor)
- 1950 : Agustina de Aragón
- 1950 : Bagatelles (es) (Pequeñeces...)
- 1951 : La Lionne de Castille (es) (La leona de Castilla)
- 1951 : Christophe Colomb (es) (Alba de América)
- 1954 : Cañas y barro (es)
- 1957 : La Dernière chansonnette (es) (El último cuplé)
- 1965 : Noblesse aragonaise (en) (Nobleza baturra)
- 1966 : Jerry Land, chasseur d'espions (Anónima de asesinos)
- 1970 : La tonta del bote (es)